# وجد (تصوف)
وجد (انگلیسی: Ecstasy)، اصطلاحاً وجد صوفی حالتی است که در آن انسان از اوصاف بشری فارق می‌شود و خود را موجود کامل متعال یعنی با خداوند متحد می‌یابد.

## وجد
نفسی که به وجد آمده باشد، جهان خارجی را رها می‌کند و مستقیماً با مورد تفکر در درون خود اتحاد می‌یابد.
وجد غیر از ایمان است؛ زیرا مؤمن معتقد است اما نمی‌بیند و این غیر از علم است؛ زیرا عالم فقط توسط فکر مشاهده می‌کند، در حالی که وجد عبارت است از اتحاد مستقیم با شیء.
بیننده در این حالت از خود غافل است. و اگر به خود توجه داشته باشد، از این جهت است که در عین بی خودی از خود آگاه است.

## صفات باطن
وجد سرّی است از صفات باطن، و صفات باطن احوال و اخلاق است.